# 올림픽 동독 선수단
올림픽 동독 선수단은 동독을 대표하여 올림픽에 참가한 선수단이다. 동독이라고도 불리는 독일민주공화국(GDR)은 1951년 4월 22일 동베를린의 로테스 시청사에서 사회주의 동독을 위한 별도의 국가 올림픽 위원회를 설립했다. 이는 당시 독일 올림픽 위원회 3개 중 마지막 위원회였다. IOC는 10년 넘게 이를 인정하지 않았다.

## 같이 보기
- 분류:동독의 올림픽 참가 선수

## 참고 자료
- (영어) “East Germany”. SR/Olympic Sports. 2020년 4월 17일에 원본 문서에서 보존된 문서. 2011년 10월 30일에 확인함.